# Geneviève Lefevre-Seillier
Geneviève Estelle Lefevre-Seillier, nom indiqué parfois comme Lefevre-Sellier et Lefebvre-Sellier, née le 5 mars 1911 a Juvignies en Oise et morte le 24 mai 2012 à Gisors, est une militaire française de la Seconde Guerre mondiale.

## Biographie
Geneviève Lefevre-Seillier, nom indiqué parfois comme Lefevre-Sellier et Lefebvre-Sellier dans des livres d'histoire militaire, fait partie du premier corps féminin de l'Armée de l'Air créé par Charles Tillon en hiver 1944-1945 et suit le stage organisé à Châteauroux,,,. Puis elle fait partie du groupe – composé d’Élizabeth Boselli, d’Anne-Marie Imbrecq et de Suzanne Melk – qui est dirigé sur la base de Tours pour apprendre à « évoluer dans un premier temps sur Ramier avant de s’entraîner à la chasse sur Dewoitine 520, ou au bombardement sur A-24 ». Sa co-stagiaire, Élizabeth Boselli, évoque dans ses souvenirs ce stage de Tours où les quatre jeunes femmes devaient décoller et atterrir sur « un terrain truffé de mines et de trous de bombes signalées par des panneaux Achtung minen ! » et où les conditions de vie étaient très dures : « l’hiver était très froid et il faisait jusqu’à -10°, nous étions logées dans un hôtel qui n’était chauffé. Le ravitaillement était sommaire, nous avions des rations du personnel navigant avec des boîtes de sardines et aussi du chocolat… ».
En 1945, elle est agent de renseignement pour le Bureau central de renseignements et d'action (B.C.R.A.) et sous-lieutenant dans l'Armée de l'air, brevetée pilote de chasse le 12 février 1946 avec Élisabeth Boselli, Suzanne Melk et Anne-Marie Imbrecq.
Elle épouse un collègue, le lieutenant Robert Lefèvre, en service en 1940 dans le corps des officiers mécaniciens de l'Air. 
Elle est présente avec « les douze autres Grâces » de l'air (surnom des membres du premier corps féminin de l'armée de l'Air) à la Garde d'Honneur pour les obsèques de Maryse Hilsz à la chapelle de l'hôpital militaire du Val-de-Grâce le 4 février 1946.
Après un accident d'avion avec son mari, elle renonce à sa passion pour l'aviation et se lance dans les transports par camion.
Elle meurt le 24 mai 2012 à Gisors, un peu plus d'un an après que la municipalité lui eut remis le diplôme d'honneur des 100 ans.